# 江馬氏下館
江馬氏下館（えまししもやかた）は、岐阜県飛騨市神岡町殿にあった日本の城（城館）。国の史跡「江馬氏城館跡」を構成する城館群の1つ。

## 概要
14世紀末に江馬氏によって居館として築かれたとみられる。居館は会所、常御殿、対屋および台所で構成され、山に面している東側を除いて土塀と堀、土塁で護られており、堀は門のある正面西側が薬研堀、南北は箱堀であった。会所には庭園跡があり、庭石と池の遺構が見つかっている。庭園の池は水が張られた形跡がないため、枯山水であったとみられる。延徳元年（1489年）に詩僧の万里集九が江馬氏の饗応を受けており、その様子が著作の梅花無尽蔵に記されていることから当地を訪れたと考えられている。当時の絵図には江馬之下館と記されていた。
また堀の外側には宿直屋や馬屋のほか、職人の作業小屋と思しき設備が見つかっている。
江馬氏の居館としてその盛衰を共にし、設備が完成したのは16世紀前半と考えられている。江馬氏の滅亡とともに廃絶し、その遺跡は田地と化したが、庭石が残されて江馬氏城館のものであるという伝承が後代まで残った。
昭和47年（1972年）に土地改良のために遺跡の発掘調査が行われ、伝承のとおりに中世領主の居館跡が発掘された。以降のほか出土物として、土器のほか、瀬戸焼や美濃焼の茶碗、壺ならびに香炉や舶来の青磁、白磁の瓶や天目茶碗が発見された。発掘は昭和53年（1978年）まで継続され、その成果をもって江馬氏の山城群とともに1980年3月10日に江馬氏城館跡として国の史跡に指定された。神岡町並びにその後継の飛騨市によって発掘調査と整備が継続され、会所ならびに庭園が再現される。平成19年（2007年）、史跡江馬氏館跡公園が開設され、平成29年（2017年）に会所前庭園が国の名勝に指定された。